# حشرآباد (جیرفت)
حشرآباد (تقی‌آباد) روستایی از توابع بخش مرکزی شهرستان جیرفت در استان کرمان است. این روستا در مجاورت روستای تقی‌آباد قرار دارد و مردم از گذشته در این منطقه ساکن بوده‌اند. مؤسس آن، محمدتقی شیروانی، از بزرگان طایفهٔ شیروانی بوده است.
در سال ۱۳۵۸ و پس از پیروزی انقلاب اسلامی، با تلاش بنیاد مسکن انقلاب اسلامی و پیگیری‌های حجت پورحاجبی، این روستا با هدف رفاه مردم منطقه و کپرزدایی در سال‌های نخست انقلاب بنیان نهاده شد. پیش از آن، اهالی به‌صورت پراکنده و عمدتاً در باغ‌های اطراف سکونت داشتند.
این روستا در شرق با روستای ده‌پیش و در غرب با باغ بابوئیه هم‌مرز است. از طوایف ساکن در حشرآباد می‌توان به شیروانی، قلندرنژاد، محمودی، صادقی، ناصری، سالاری و بیگنه اشاره کرد. شغل اصلی مردم روستا کشاورزی و دام‌پروری است.

## جمعیت
این روستا در دهستان خاتون‌آباد (جیرفت) قرار دارد و براساس سرشماری مرکز آمار ایران در سال ۱۳۸۵، جمعیت آن ۶۰۲ نفر (۱۰۰خانوار) بوده‌است.